# Městský dům dětí a mládeže Úvaly
Městský dům dětí a mládeže Úvaly, obecně užívaným zkráceným názvem MDDM Úvaly, lidově nazývaný jako Domeček, je příspěvková organizace a centrum volného času v Úvalech především pro děti a mládež, ale i pro dospělé účastníky, které nabízí programy pro zájmovou mimoškolní činnost.
Současnou ředitelkou domu je Jana Krejsová. Od svého vzniku v roce 1988 sídlí v domě čp. 372 v ulici Vítězslava Nováka, u křižovatky s ulicemi Vojanova a 28. října.

## Historie
Městský dům dětí a mládeže byl v Úvalech založen v roce 1988 v objektu bývalé, již dříve zrušené mateřské školy. Ke slavnostnímu otevření došlo po krátké rekonstrukci pod vedením ředitelky Jany Pospíšilové v přestupný den, 29. února. Již v květnu 1988 zde pravidelně trávilo volný čas přibližně 250 dětí.
Od roku 1994 je MDDM příspěvkovou organizací s právní subjektivitou, díky níž se otevřely širší možnosti samostatného rozhodování. Postupně začala fungovat tři samostatná oddělení – společenské vědy a sport, estetika a taneční.
V lednu 1995 došlo v důsledku restitucí ke zrušení kulturních středisek v centru města a navrácení objektů původním majitelům. MDDM tak nabíral na popularitě, neboť začal pořádat nejrůznější akce ve městě, čímž bývalá kulturní střediska nahradil. Jednalo se například o koncerty, výstavy, country bály a mnoho dalších aktivit.
Roku 1997 začala rozsáhlá rekonstrukce, při níž došlo ke kompletní přestavbě kuchyně, výměně podlah či nové elektroinstalaci. Vzhledem k nedostatku prostor rekonstrukce pokračovala v roce 2002, kdy došlo mimo jiné k vybudování přístavby. Práce se sice kvůli povodním zpozdily, ale 20. prosince byl dům dětí slavnostně otevřen ve své rekonstruované podobě. Z MDDM se stalo důležité kulturní centrum, kam již v roce 2003 na kroužky pravidelně docházelo kolem 750 dětí týdně.
Dne 19. prosince 2017 byla do funkce ředitelky jmenována Jana Krejsová, která tak s účinností od 1. ledna 2018 nahradila první ředitelku Janu Pospíšilovou. Následujícího dne došlo k představení nové koncepce rozvoje, podle níž došlo k dalšímu rozšíření kroužků. Nově tak vznikl například kroužek elektrotechniky, robotiky či ornitologie, vesmíru a mnohé další. V souvislosti s tím došlo postupně k vytvoření dvou nových oddělení – hudebního a vědecko-technického.

## Činnost a nabídka zájmových aktivit
Ve školním roce 2024/2025 provozuje MDDM týdně 115 kroužků, které vede celkem 47 lektorů. Vedle toho se přímo zde pořádají nejrůznější výstavy, tematické workshopy, karnevaly a jiné. Dále dům dětí a mládeže pořádá především letní, ale také jarní nebo podzimní tábory, a to jak příměstské, tak i pobytové.
MDDM pořádá i různé akce, které jsou vyhlášené po celých Úvalech i jejich okolí. Každoročně se na hřišti pod kostelem pořádá například pálení čarodějnic, doplněné o dětské hry a soutěže, živou hudbu a stánky s občerstvením. V letech 2018 a 2019 se konal adventní průvod čertů, který se těšil nebývalé popularitě z dalekého okolí.

## Nedostatek prostoru
I přes přístavbu domu dětí v roce 2002 jsou jeho prostory stále nedostačující, a proto probíhají vybrané kroužky nebo kulturní akce v pronajatých prostorech, například v sokolovně na náměstí či ve volnočasovém centru Pětašedesátka.
V budoucnosti má být v rámci rekonstrukce náměstí Svobody počítáno s výstavbou kulturního sálu, určeného právě především pro účely MDDM.